# 줄키플리 압디르
줄키플리 압디르(Zulkifli Abdhir, 1966년 10월 5일 ~ 2015년 1월 25일)는 말레이시아의 이슬람주의자이다. 조호르주 무아르(Muar) 출신이며 마르완(Marwan)이라는 가명을 사용했다.
아부사야프, 제마 이슬라미야 조직원으로 활동한 경력을 갖고 있으며 2002년 발리 폭탄 테러를 계기로 미국 당국의 수배 대상에 올랐다. 미국 연방수사국(FBI)에서는 그에게 500만 미국 달러의 현상금을 내걸었다. 2015년 1월 25일 필리핀 민다나오 섬에서 일어난 필리핀 특수부대의 대테러 작전 과정에서 사살되었다.

## 같이 보기
- 아부 사야프
- 제마 이슬라미야
- 우마르 파텍